# Белич, Юрай
Юрай Антун Белич-Лигатич (хорв. Juraj Antun Belic-Ligatic; около 1762, Брибир, Хорватия, Габсбургская империя — после 1833, там же) — хорватский иллирийский писатель

 и историк конца XVIII века.

## Биография
В (1785—1786 годах изучал философию в Загребе и теологию в Сене. Затем служил военным капелланом в пограничном полку на севере Италии. Позже был приходским священником в Цвитовиче, Бринье и Брибире.
В 1795 году в Александрии опубликовал трактат «Razgovor od štima i uzvišenosti stališa vojniečkoga» и «Razgovor drugi od osobite virnosti, koju vojnik svojemu kralju dužan jest iskazati», о том как солдат обязан демонстрировать верность своему королю.
Автор обширного сборника по истории Франции от франкских правителей до Наполеона, в котором осуждает «неверие» французской революции (Kratko ispisanje pomamne i kàrvotočne Francuzâ smutnje i prinevirnoga njihovoga odmetnuća od svojega zakonitoga kralja Ludovika XVI., 1824). Работа содержит краткий обзор французской администрации в хорватских регионах и личного опыта за этот период.